# Phalaecos (poète)
Pour les articles homonymes, voir Phalaecos.
Phalaecos (grec Φάλαικος, lat. Phalaecus) ou Phalaikos est un poète grec de l'époque hellénistique, auteur d'épigrammes. Il a donné son nom à un type de vers, l'hendécasyllabe phalécien ; il n'en est pas cependant l'inventeur, car il existait avant lui.
On ne sait pratiquement rien de sa vie, mais on le situe généralement à la fin du IVe siècle et au début du IIIe siècle. Wilamowitz a proposé, sur la base de son nom, d'y voir un Grec du Nord, mais ce n'est qu'une hypothèse ; on le nomme parfois Phalaikos de Phocide, ce qui facilite une confusion avec un tyran des Phocidiens du même nom au IVe siècle.
Cinq de ses épigrammes ont été recueillies dans l’Anthologie grecque ; une autre est citée par Athénée de Naucratis.